# Alf Sandqvist
Alf Robert Sandqvist, född 27 maj 1945 i Othem, Gotlands län, är en svensk militär (generalmajor). Han har varit rikshemvärnschef och var slutligen arméinspektör.

## Biografi
Sandqvist avlade studentexamen 1966 och gick på aspirantskola 1967. Han genomgick Karlberg 1968–1969, blev kapten vid Södermanlands regemente (P 10) och genomgick Arméns allmänna stabskurs vid Militärhögskolan 1974–1975 samt Högre kursen 1977–1979. Sandqvist blev major vid Södermanlands regemente (P 10) 1980, var kompanichef där 1984–1985 och chef för underhållssektionen vid Östra militärområdet 1985–1988. Han blev överstelöjtnant 1986, var chef för grundutbildningsbataljonen vid Södermanlands regemente (P 10) 1988-1989, chef för EU-bataljonen från regementet 1988 samt överste och chef för Skaraborgs regemente (P 4) 1989–1992. Sandqvist var överste av 1:a graden och försvarsområdesbefälhavare 1992–1993 för Skaraborgs försvarsområde, pansarinspektör 1993–1995, brigadinspektör 1995–1997 samt generalmajor och rikshemvärnschef 1997–2000. Han var därefter generalinspektör för armén och chef för armétaktiska kommandot 2000–2002 samt arméinspektör i grundorganisationsledningen i Försvarsmaktens högkvarter 2003–2005.
Han är ledamot av Kungliga Krigsvetenskapsakademien och förutvarande rikskårchef för Frivilliga automobilkårernas riksförbund.
Sandqvist är gift med Yvonne Marianne (född 1948) och tillsammans har de två barn.

## Militär karriär
Alf Sandqvist befordrades till Fänrik 1969 och vidare till Löjtnant 1971. År 1972 uppnådde han graden Kapten, följt av Major 1980. Han befordrades till Överstelöjtnant 1987 och till Överste 1990. År 1992 blev han Överste av 1:a graden, och 1997 utnämndes han till Generalmajor.

## Befattningar
- 1984–1985 - Kompanichef
- 1985–1988 - Sektionschef Milo Ö
- 1988–1989 - Bataljonschef
- 1989–1992 - Brigadchef
- 1992–1993 - Chef Skaraborgs regemente och Skaraborgs försvarsområde, Skövde
- 1993–1995 - Pansarinspektör vid Arméns pansarcentrum
- 1995–1997 - Brigadinspektör vid Arméns brigadcentrum
- 1997–2000 - Rikshemvärnschef
- 2000–2005 - Arméinspektör

## Utmärkelser
- För nit och redlighet i rikets tjänst (NOR)
- Hemvärnets förtjänstmedalj i guld
- Riksförbundet Sveriges lottakårers förtjänstmedalj i guld
- Svenska Kvinnliga Bilkårers kungliga medalj i guld
- Hemvärnsbefälets Riksförbunds förtjänsttecken
- Försvarsmaktens värnpliktsmedalj
- Legion of Merit (USA)
- Hjemmevaernets fortjensttegn (Danmark)

## Fotogalleri

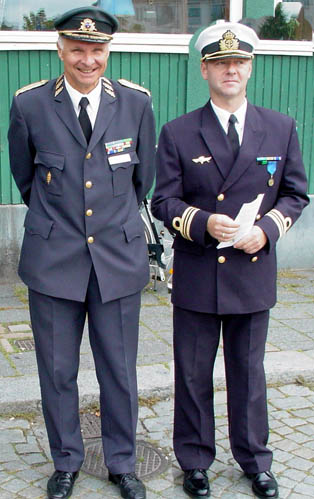
Generalmajor Sandqvist tillsammans med adjutant, örlogskapten Johan Svensson vid inspektion av Hvetlanda skvadron 2005.
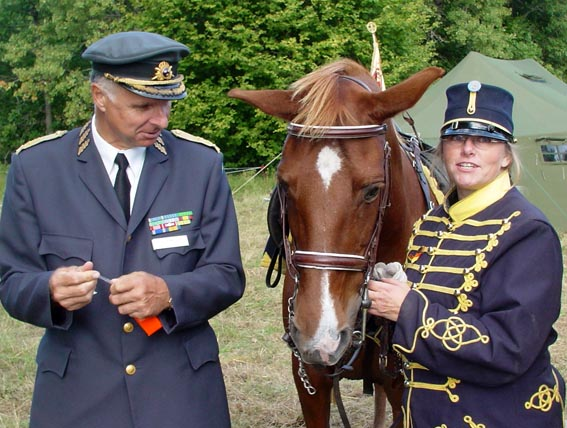
Generalmajor Sandqvist inspekterar husaren Anette Welanders häst i samband med Generalinspektion av Hvetlanda skvadron 2005.
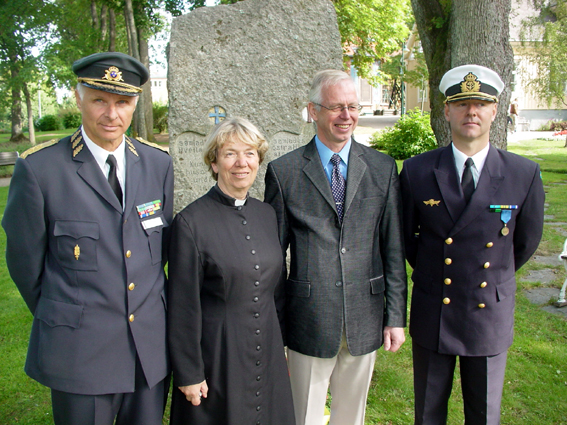
Generalmajor Sandqvist tillsammans med prosten Ursula Gidenstam, kommunalrådet Göran Lindell och örlogskapten Johan Svensson vid Hvetlanda skvadron, Smålands Husarers minnessten 2005.
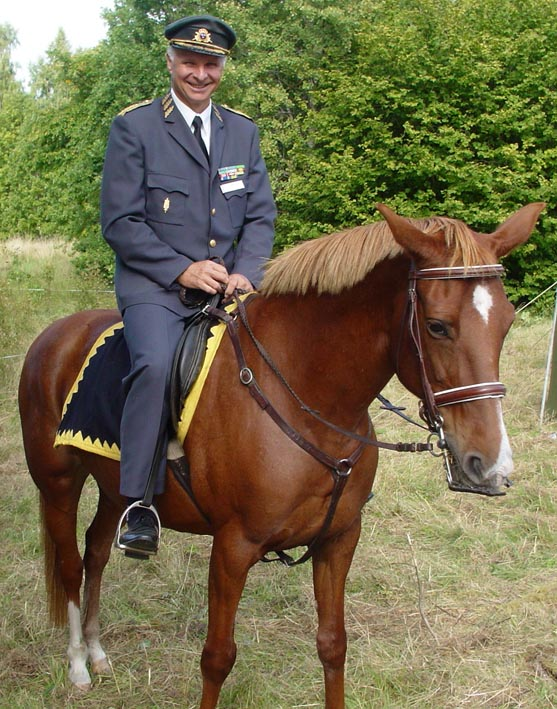
Generalmajor Alf Sandqvist till häst i samband med inspektion av Hvetlanda skvadron, Smålands husarer 2005.